# 松村脩平
松村 脩平（まつむら しゅうへい、1854年12月7日（安政元年10月18日） - 1927年（昭和2年）10月7日）は、明治から昭和時代戦前の政治家。実業家。貴族院多額納税者議員。茨城県結城郡宗道村長。

## 経歴
下総国、のちの茨城県結城郡宗道村（千代川村を経て現下妻市）出身。小川八郎の弟として生まれ、1874年（明治7年）松村新造の養子となり家督を相続したのち、更に養子直四郎に譲り、1912年（大正元年）11月分家する。
1889年（明治22年）以降、宗道村会議員、同村長、茨城県会議員、結城郡会議員などのほか、石下銀行取締役を歴任した。
1897年（明治30年）9月には茨城県多額納税者として貴族院議員に互選され、同年9月29日から1898年（明治31年）7月5日まで務めた。1904年（明治37年）貴族院議員に再選し、同年9月29日から1911年（明治44年）9月28日まで務めた。

## 親族
- 養子：幸子（土木技師・日下部辨二郎養妹）[5]